# 青岛软件园
青岛软件园是位于中华人民共和国山东省青岛市的一处软件产业园区，建成于2002年。青岛软件园是青岛高新技术产业开发区的一部分，狭义上的青岛软件园一般指位于青岛市市南区的市南软件园，广义上包括位于高新区的高新软件园区，同时设有鳌山园区。青岛软件园一期占地面积26万平方米，规划建筑面积26万平方米。2003年被科技部授予“火炬计划软件产业基地”称号，2012年被评为首批“国家新型工业化产业示范基地”。软件园内有用友软件、金蝶国际等200多家企业入住，青岛市大多数软件服务企业均聚集在此。